# 霍羅比夫卡
51°5′11″N 34°21′59″E / 51.08639°N 34.36639°E
霍羅比夫卡（烏克蘭語：Горобівка）是位於烏克蘭東北部的村莊，由蘇梅州蘇梅區的里奇基市鎮負責管轄。該村處於維爾河右岸，距離克拉夫琴科韋1.5公里，海拔高度147米，2001年人口396。